# Visconde de Caravelas
Visconde de Caravelas foi um título nobiliárquico criado por D. Pedro I do Brasil por decreto de 12 de outubro de 1825, em favor a José Joaquim Carneiro de Campos.
Titulares
1. José Joaquim Carneiro de Campos;
2. Manuel Alves Branco – casado com a filha do irmão do primeiro;
3. Carlos Carneiro de Campos – filho do primeiro.